# مارکو مک
مارکو مَـک (انگلیسی: Marco Mak؛ زادهٔ ۶ نوامبر ۱۹۵۱) تدوین‌گر، کارگردان فیلم، کارگردان هنری تئاتر، دستیار کارگردان، بازیگر، آهنگساز و فیلم‌نامه‌نویس اهل هنگ کنگ است.
از فیلم‌هایی که او در آنها نقش داشته‌است، می‌توان به جوانک تبتی اشاره کرد.